# Schlacht bei Seckenheim

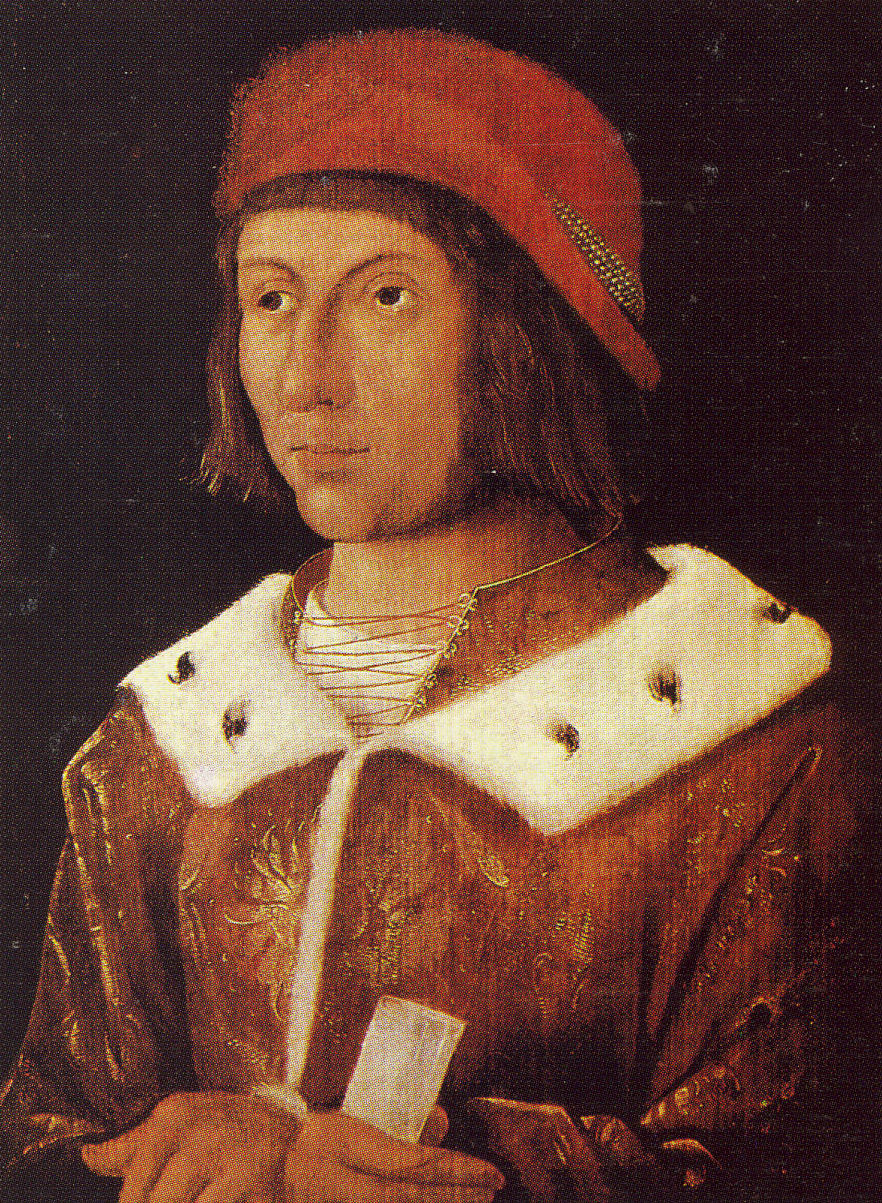
Kurfürst Friedrich I. von der Pfalz (Gemälde von Albrecht Altdorfer)

Die Schlacht bei Seckenheim am 30. Juni 1462 war eine Entscheidungsschlacht im Badisch-Pfälzischen Krieg.

## Vorgeschichte
Als der Kurfürst Ludwig IV. (der Sanftmütige) 1449 in Worms mit 25 Jahren verstarb, übernahm sein Bruder Friedrich (der Siegreiche) die Vormundschaft über dessen einjährigen Sohn Philipp. Friedrich erweiterte das Territorium in seiner Regierungszeit und machte die Pfalz zum mächtigsten und damals modernsten Staat im Westen des Reiches. Gemäß der Goldenen Bulle konnte Friedrich als Bruder nur der Verweser bis zur Mündigkeit seines Neffen Philipp sein. Um dies zu umgehen, adoptierte er Philipp 1451 und beschloss, nicht zu heiraten (schloss später aber eine geheime morganatische Ehe mit Clara Dett (oder Tott), siehe auch Lutz Schott von Schottenstein), um den normalen Erbgang nicht zu gefährden. Hiervon leitete er das Recht ab, selbst Kurfürst zu sein. Dieses Recht wurde vom Papst und von den Fürsten auch bestätigt, nicht aber vom Kaiser. Da sich Kaiser Friedrich III. politisch jedoch nicht gegen Friedrich I. von der Pfalz durchsetzen konnte, rief er mehrmals den Reichskrieg gegen ihn aus und ermunterte benachbarte Fürsten, die Reichsacht gegen ihn durchzusetzen.

## Der Krieg

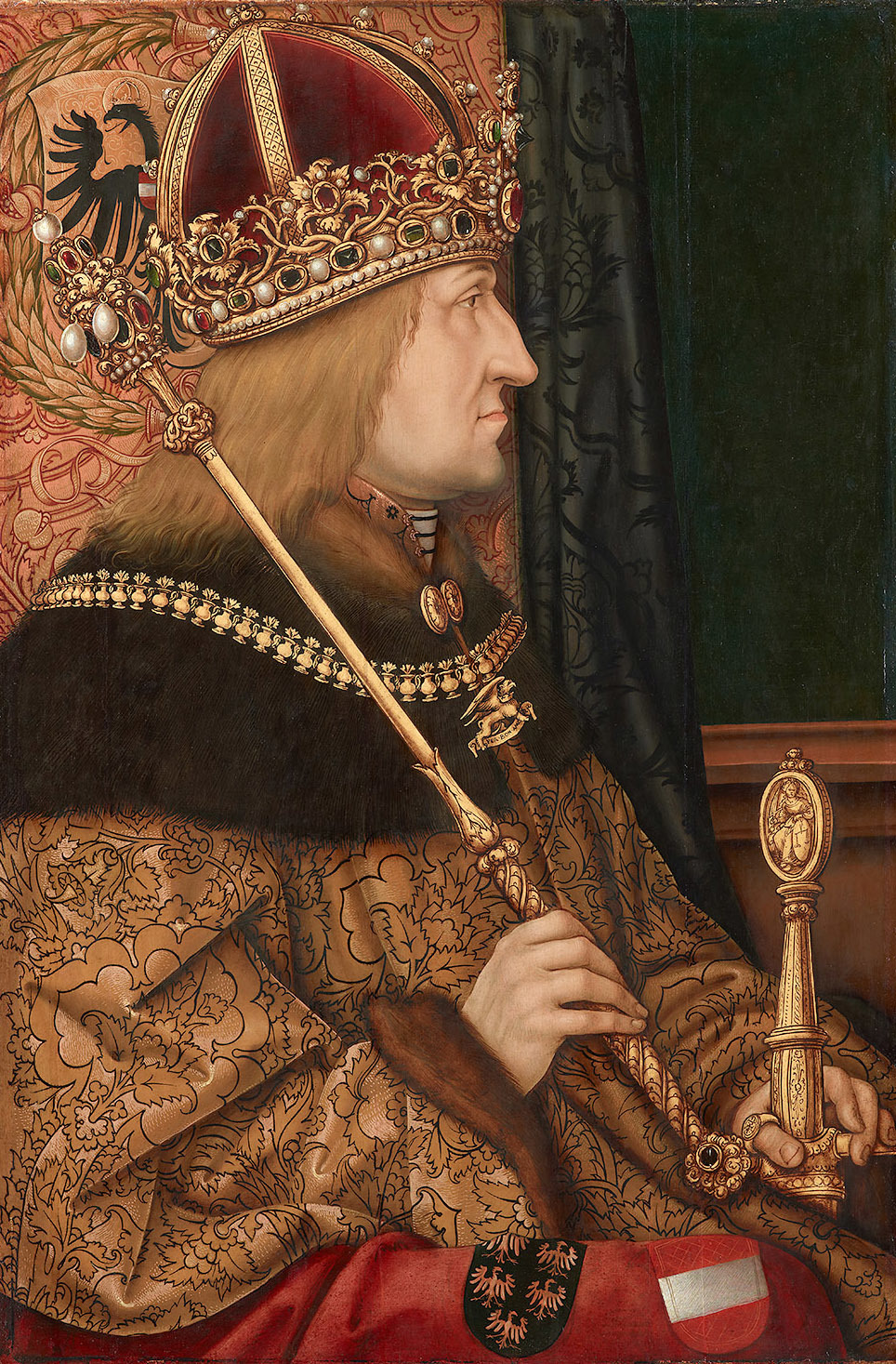
Kaiser Friedrich III.

Bereits 1460 gelang es dem Kaiser in einem ersten Versuch, durch verbündete Fürsten und Bischöfe einen Krieg gegen Friedrich zu führen, den Friedrich jedoch am 4. Juli mit der Schlacht bei Pfeddersheim gewann und territorialen Vorteil daraus zog. Zudem war von einer ungeheuren Beute auf dem Schlachtfeld die Rede. Schließlich kam es zum Streit unter den Fürsten, als Papst Pius II. den Mainzer Bischofsstuhl neu besetzte, was dem Kaiser ermöglichte, zusätzliche neue Exekutoren der Reichsacht gegen Friedrich zu gewinnen. So gewann er neben Pfalzgraf Ludwig auch den neuen Mainzer Erzbischof Adolf von Nassau sowie Markgraf Karl von Baden, dessen Bruder Bischof Georg von Metz und Graf Ulrich von Württemberg für ein Bündnis gegen die Pfalz.

## Die Schlacht
Die Bündnisgenossen beabsichtigten, von Süden in die Pfalz einzufallen, und sammelten ein Heer von 10.000 Mann bei Pforzheim. Am 27. Juni 1462 belagerten sie die Stadt Heidelsheim. Bei St. Leon wurde ein Feldlager errichtet, um auf Schweizer Reisläufer zu warten. Währenddessen wurden die umliegenden pfälzischen Dörfer und Felder von berittenen Fürsten und Rittern niedergebrannt und die Einwohner niedergemacht, um dem Feind zu schaden.
Von seinen Gegnern unbemerkt konnte Friedrich jedoch seine Truppen in Leimen sammeln und zog mit etwa 300 Reitern und weiteren Fußtruppen in der Nacht des 30. Juni durch den Schwetzinger Wald zum „Frohnholz“ (heutiger Dossenwald) in den Süden von Seckenheim, das die kaiserlichen Truppen am Folgetag niederbrennen wollten. Die Pfälzischen Truppen wurden mit etwa weiteren 300 Reitern und zusätzlichen Fußtruppen durch die Kontingente des Erzbischofs von Mainz Diether von Isenburg und des Grafen Philipps von Katzenelnbogen verstärkt.
Als die kaiserlichen Angreifer am nächsten Morgen mit 700 bis 800 Reitern bei Seckenheim anrückten, stellten sich ihnen gänzlich unerwartet von Süden die Reiter der pfälzischen Partei, gefolgt von 2000 Mann Fußvolk, jenseits des damals noch größeren Schwetzinger Waldes mit dem Schlachtruf des Pfalzgrafen Hut paltzgraff vnd nimmer mee! (Heute Pfalzgraf oder nie mehr) entgegen. So war der Kriegshaufen der kaiserlichen Angreifer geteilt und für die Reiter der Rückweg zum Feldlager abgeschnitten. Der Pfalzgraf nahm persönlich an der Schlacht teil.

## Die Entscheidung

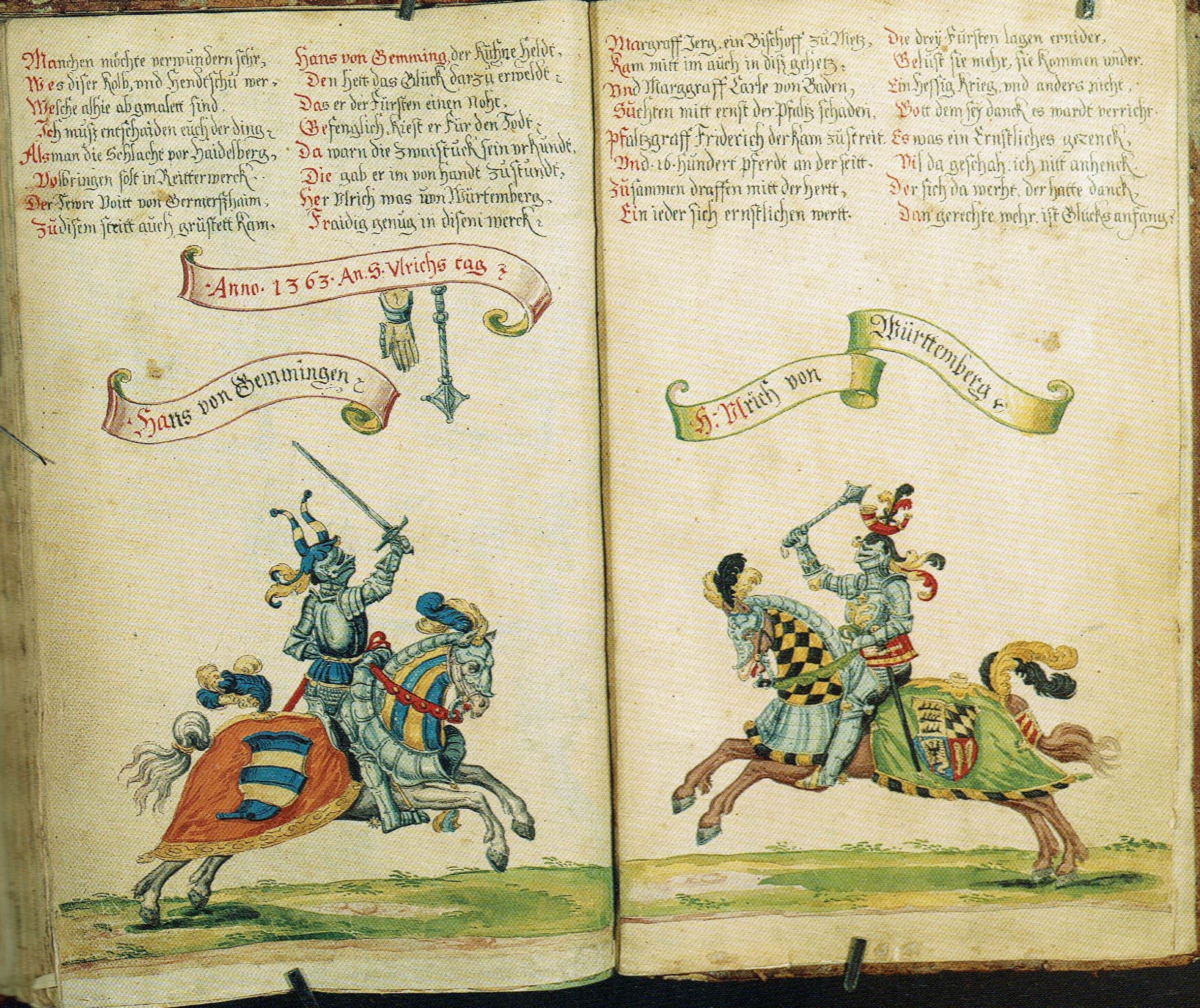
Darstellung des Sieges über Graf Ulrich von Württemberg durch Ritter Hans (den Kecken) von Gemmingen im Gemmingenschen Stamm- u. Turnierbuch mit falschem Datum

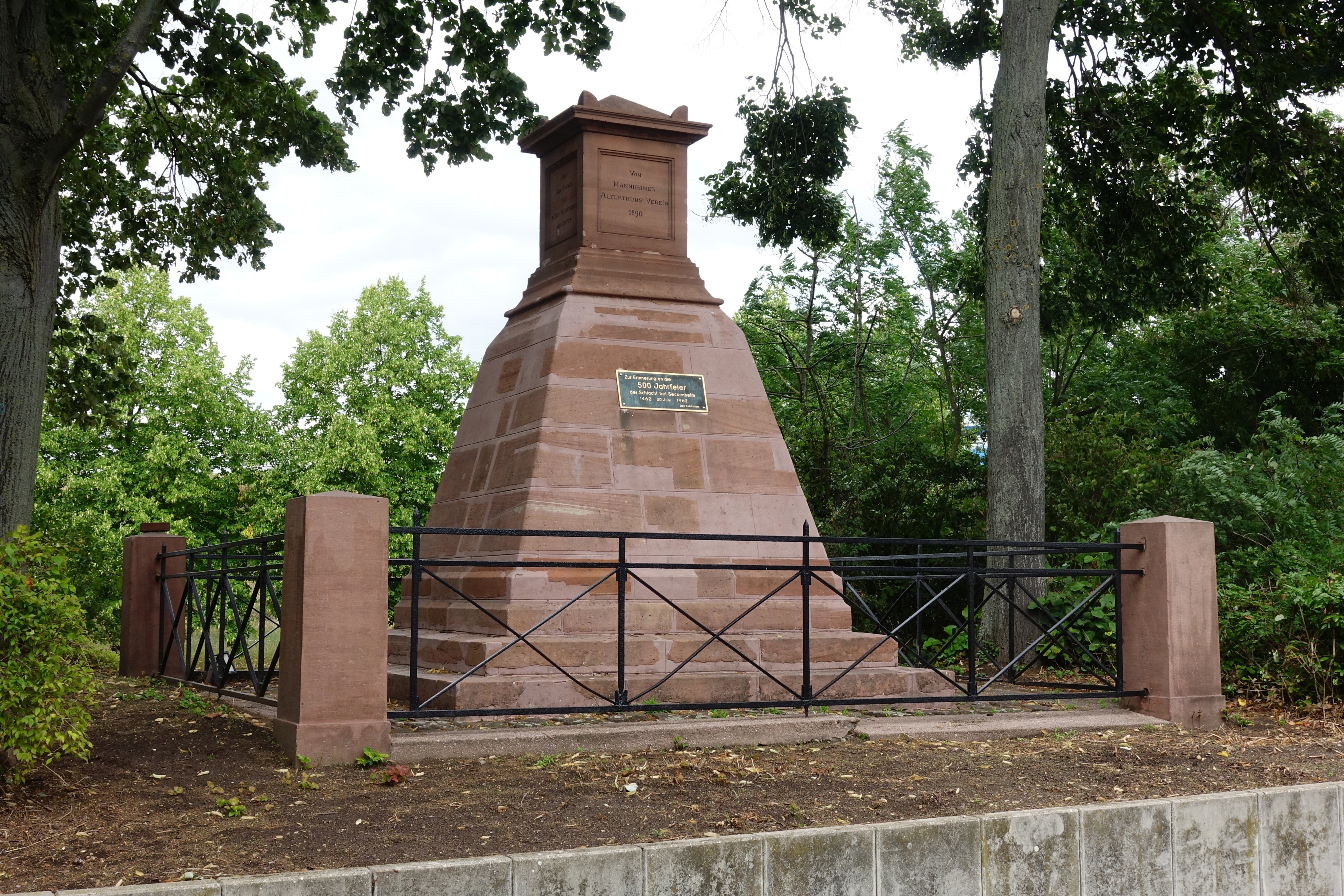
Denkmal zur Schlacht bei Seckenheim in Mannheim-Friedrichsfeld

Der Kampf verlief sehr heftig, und längere Zeit war nicht abzusehen, wer als Sieger daraus hervorgehen würde. Schließlich brachte das Fußvolk, bestehend aus Bürgern und Bauern aus Heidelberg und Umgebung, die Entscheidung zu Gunsten der Pfalz. Sie setzten die Schweizer Landsknechtstaktik ein, schlugen mit Morgensternen auf die Schädel der Pferde ein, rissen den Pferden mit Spießen die Kehlen, Flanken und Bäuche auf und holten mit den Haken der Hellebarden die schwer gepanzerten Ritter herunter, die dann meist waffenlos, betäubt und verwundet zu Boden stürzten und sich ergaben. Ungefähr 400 Gefangene wurden gemacht, darunter der Bischof von Metz. Dieser soll auf die Burg Eichelsheim verbracht und im selben Raum gefangengehalten worden sein wie zuvor der Gegenpapst Johannes XXIII.
Nur der – zur Zeit der Schlacht 49-jährige – feindliche Heerführer Graf Ulrich V. von Württemberg wollte die Niederlage lange nicht wahrhaben und kämpfte wie rasend weiter, bis der 31-jährige Ritter Hans (der Kecke) von Gemmingen ihn in voller Rüstung zum Zweikampf forderte mit den Worten:
So will ich mein Heil an euer Gnaden versuchen!
Schließlich ergab sich Ulrich von Württemberg, lieferte den Handschuh und seine Waffen ab, und Hans von Gemmingen nahm ihn gefangen. Die Seckenheimer Schlacht und der badisch-pfälzische Krieg waren damit beendet und für die Pfälzer gewonnen.
Die übrigen flohen in Panik in den Wald und erschlugen die wehrlosen Ritterbüblein (Edelknappen), die dort mit frischen Pferden für die Pfälzer bereitstanden. Einige wenige von ihnen konnten das Feldlager in St. Leon erreichen, berichteten von der Katastrophe und lösten eine panische Flucht aus. 
Von den feindlichen Reitern waren 45 gefallen, die drei Fürsten und ungefähr 400 edle Herren und reißige Knechte in Gefangenschaft geraten. Der Rest war aufgerieben und versprengt, brachte die Schreckensnachricht ins Feldlager nach St. Leon. Dort brach man in Panik Hals über Kopf auf, da man die Rache des Pfalzgrafen und seiner wütenden Untertanen fürchtete.
Tatsächlich wurden gefangen: Markgraf Karl I. von Baden mit 40 Grafen und Edelleuten und 79 reißige Knechte, Bischof Georg von Metz mit 39 Grafen und Edelleuten und 53 reißige Knechte und Graf Ulrich von Württemberg mit 45 Grafen und Edelleuten und 71 reißige Knechte.
Erst 1504 erfuhren diese Ereignisse im Bayerisch-Pfälzischen Erbfolgekrieg eine Neuauflage, allerdings mit weniger glücklichem Ausgang für die Pfalz.
In seiner Ballade Das Mahl zu Heidelberg verarbeitete Gustav Schwab die Schlacht und deren Folgen.
Auf dem Schlachtfeld ließ Kurfürst Friedrich ein heute nicht mehr erhaltenes Gedenkkreuz errichten, von dem Abbildungen überliefert sind und wovon der Mannheimer Altertumsverein eine Kopie besaß, die im Zweiten Weltkrieg verlorenging. Heute steht dort, im Stadtteil Mannheim-Friedrichsfeld, ein Denkmal aus dem Jahre 1890. Der Name des 1682 gegründeten Dorfs Friedrichsfeld geht auf diese Schlacht bzw. den Sieger zurück.